# Килбаррак (станция)
Килбаррак — железнодорожная станция, открытая 1 июня 1969 года и обеспечивающая транспортной связью одноимённый район в городе-графстве Дублин, Республика Ирландия.